# Ádám Szabó (Archäologe)
Ádám Sándor Nagyernyei-Szabó (* 20. März 1973 in Csíkszereda, Kreis Harghita, Rumänien) ist ein ungarischer Archäologe, Historiker und Museumskurator.

## Leben und Wirken
Ádám Szabó besuchte von 1979 bis 1987 die Grundschule in Csíkszereda, von 1987 bis 1989 ein mathematisch-physikalisches Gymnasium, von 1989 bis 1991 ein forstwirtschaftliches Gymnasium und 1992 die bischöfliche Religionsschule in Pécs.
Von 1993 bis 1998 studierte er an der Universität Pécs Geschichte und Provinzialrömische Archäologie unter anderem bei István Tóth. 1999 legte er das Staatsexamen mit einer Arbeit über den Titel des Oberpriesters „Coronatus Daciarum III“ ab. Seit 1999 arbeitet er als wissenschaftlicher Mitarbeiter im Ungarischen Nationalmuseum in Budapest.
In der Zeit von 1999 bis 2007 forschte er auch an der Babeș-Bolyai-Universität Cluj; 2000 bis 2003 studierte er Geschichte und Archäologie an der Doktoratsschule der Eötvös-Loránd-Universität Budapest. 2007 wurde er bei László Borhy mit einer Arbeit über religiöse Einrichtungen in Dakien und Pannonia zum Ph.D. promoviert und wurde mit dem István-Hahn-Preis der Eötvös-Loránd-Universität und der István-Hahn-Stiftung ausgezeichnet. Mit Stipendien arbeitete er 2002 an der Ruprecht-Karls-Universität Heidelberg, 2008 mit einem János-Bolyai-Stipendium an der Ungarischen Akademie der Wissenschaften und 2009 am Römisch-Germanischen Zentralmuseum Mainz. 2010 wurde er an der Universität Pécs zum außerordentlichen Professor berufen. 2011 wurde er in das nationale Forschungsförderungsprogramm (OTKA) aufgenommen. Im selben Jahr habilitierte er sich an der Universität Debrecen mit einer Arbeit über die Festung Környe mit einer deutschen Präsentation über die Grenzkorrektur zwischen Pannonia Inferior und Pannonia Superior unter Caracalla.
Ádám Szabó nahm an mehreren Ausgrabungen teil, so in Ungarn bei Dunakömlőd, Székesfehérvár, Babarc, Tác im Komitat Fejér und Nagytétény, in Rumänien bei Csíkszereda im Kreis Harghita und bei Turda im Kreis Cluj und in Österreich bei Bad Deutsch-Altenburg und Petronell-Carnuntum. Er organisierte und kuratierte mehrere Ausstellungen für das Ungarische Nationalmuseum und war Codirektor der Ausstellung Von Augustus bis Attila. Das Leben am ungarischen Donaulimes, die zwischen 2000 und 2002 in Konstanz, Heidelberg und Aalen gezeigt wurde.
Szabó spricht neben Ungarisch Rumänisch, Latein, Deutsch, Englisch und Italienisch.

## Mitgliedschaften
- 1999: Ungarische Gesellschaft für Archäologie und Kunstgeschichte
- 2003: Ungarische Numismatische Gesellschaft
- 2004: Ungarische Gesellschaft für zeitgenössische Wissenschaft, ab 2009 Sekretär
- 2005: Béla-Pósta-Vereinigung, Cluj-Napoca, Rumänien
- 2008: Wissenschaftlicher Ausschuss für Frühgeschichte der Ungarischen Akademie der Wissenschaften, ab 2012 Sekretär

## Schriften
- mit Endre Tóth (Hrsg.): Bölcske. Römische Inschriften und Funde (= Libelli archaeologici. Series nova. Nr. 2). In memoriam Sándor Soproni (1926–1995). Ungarisches Nationalmuseum, Budapest 2003, ISBN 963-9046-83-3.
- mit Endre Tóth (Hrsg.): Pannonica. Provincialia et Archaeologia. Studia sollemnia auctorum Hungarorum. Festschrift für Jenő Fitz. Ungarisches Nationalmuseum, Budapest 2003, ISBN 963-9046-82-5.
- Pannoniciani sacerdotes. A szervezett vallási élet principatuskori vezetői. Pécs 2006, ISBN 963-642-101-3.
- Daciai Papság. Opitz, Budapest 2007, ISBN 978-963-86998-8-6.
- mit Péter Kovács (Hrsg.): Tituli Aquincenses. Pytheas, Budapest.

Band 1: Tituli operum publicorum et honorarii et sacri. 2009, ISBN 978-963-9746-75-6.
Band 2: Tituli Sepulcrales et alii Budapestini reperti. 2010, ISBN 978-963-9746-73-2.
- Noricumi papság. A feliratos források katalógusa. Eötvös-Loránd-Universität, Budapest 2010, ISBN 978-963-284-152-6.
- mit Anikó Bózsa: „Ajándék a szépnek!“ A Magyar Nemzeti Múzeum Római Gyűjteményének „ólomtükrei“. Ungarisches Nationalmuseum, Budapest 2013, ISBN 978-615-5209-24-6.
- Domna et Domnus. Contributions to the Cult-History of the „Danubian Riders“ Religion. Phoibos, Wien 2018, ISBN 978-3-85161-179-3.
- mit Géza Alföldy und Péter Kovács (Hrsg.): Tituli Aquincenses. Band 4: Pars septentrionalis agri Aquincensis. Pytheas, Budapest 2020, ISBN 978-615-5741-28-9.
- mit Péter Kovács (Hrsg.): Tituli Aquincenses. Band 5: Tituli Intercisae reperti. Pytheas, Budapest 2021, ISBN 978-615-5741-56-2.
- mit Péter Kovács (Hrsg.): Tituli Aquincenses. Band 6: Tituli partis meridionalis agri Aquincensis et in Barbarico reperti. Pytheas, Budapest 2023, ISBN 978-615-5741-70-8.

Artikel und Beiträge
- Adatok a coronatus Daciarum III fopapi cím értelmezéséhez. In: Ókortudományi értesítö. Band 6, 2000, S. 17–24.
- Der Oberpriestertitel von Publius Aelius antipater aus Dacia. In: Acta Antiqua Academiae Scientiarum Hungaricae. Vol. 41, 1–2, 2001, S. 199–203, doi:10.1556/AAnt.41.2001.1-2.9.
- Raetia oder Ratiaria? In: Acta antiqua Academiae Scientiarum Hungaricae. Vol. 43, 2003, S. 139–150, doi:10.1556/AAnt.43.2003.1-2.13.
- Az apulumi locus. Vázlat egy szentélykörzetről. In: Folia archaeologica. Vol. 51, 2003/2004, S. 91–114.
- L. F. Marsigli és Sarmizegetusa topográfiája. A provinciális forum és az Ara Augusti Daciában. In: Archaeologiai értesítö. Vol. 129, 2004, S. 83–119, doi:10.1556/ArchErt.129.2004.1-2.4.
- A hagyományos római vallásgyakorlat feliratos emlékei Sopianaeból. In: Pécsi szemle. Vol. 14, 3, 2011, S. 5–13.
- mit Orsolya Heinrich-Tamáska: Eine spätrömische Innenbefestigung in Környe. In: Orsolya Heinrich-Tamáska (Hrsg.): Keszthely-Fenékpuszta im Kontext spätantiker Kontinuitätsforschung zwischen Noricum und Moesia. Leidorf, Rahden 2011, ISBN 978-3-89646-152-0, S. 47–60.
- Jüdische Funde aus dem römischen Pannonien. In: Im Licht der Menora. Konferenzschrift. Campus, Frankfurt am Main 2014, ISBN 978-3-593-50285-4, S. 199–210.
- The reason and background of the vota and the different formulae. Preliminary report detailing the case of Aquincum. In: Carnuntum Jahrbuch 2016. 2017, S. 109–114, doi:10.1553/cjb 2016s109